# Independent Digital
Independent Digital (do 2012 roku Propolis Media) – spółka działająca w branży muzycznej i telekomunikacyjnej od 2002 roku. Zajmuje się dystrybucją nagrań audio i video w formatach cyfrowych, przede wszystkim w sieci Internet.

## Opis
Firma Independent Digital została założona w 2002 roku przez Andrzeja Dąbrowskiego i Marka Włodarczyka, do dzisiaj członków jej zarządu oraz jedynych udziałowców. Swoją działalność koncentruje przede wszystkim na dystrybucji nagrań muzycznych oraz video w formatach cyfrowych (Internet / telefonia komórkowa). W ramach swoich działań skupia się na reprezentowaniu katalogu niezależnych podmiotów działających na rynku rozrywkowym.

## Licencjodawcy
Od 2002 roku Independent Digital regularnie pozyskuje kolejnych licencjodawców, których wydawnictwa wzbogacają liczący ponad 25 tysięcy tytułów katalog reprezentowany przez firmę. Wśród obecnych licencjodawców znajdziemy takie firmy jak: 
- Prosto Label,
- PIAS Recordings,
- Polskie Radio,
- Asfalt records,
- Kayax,
- MaxFloRec,
- MTJ,
- Green Star,
- Wielkie Joł,
- Narodowy Instytut Fryderyka Chopina,
- TVN,
- Kineskop Studio,
- Eska TV,
- RBL.TV.

W trakcie działalności Independent Digital współpracowało między innymi z Agora, TVP.

## Dystrybutorzy
Independent Digital ma podpisane bezpośrednie umowy ze wszystkim polskimi operatorami komórkowymi. Posiada również bezpośrednie umowy z takimi dystrybutorami zagranicznymi, jak iTunes, Spotify, Deezer i inni.